# Joe Nickell
Joe Nickell (West Liberty, 1 de dezembro de 1944 – 6 de março de 2025) foi um cético e investigador do paranormal .
Nickell foi pesquisador sénior do Committee for Skeptical Inquiry e escreve regularmente para a sua revista, a Skeptical Inquirer. Ele também foi um reitor do Center for Inquiry Institute. Ele foi autor ou editor de mais de 30 livros.
Entre os destaques de sua carreira, Nickell ajudou a expor o "Diário de Jack, o Estripador" de James Maybrick como uma farsa. Em 2002, Nickell foi um dos vários especialistas solicitados pelo estudioso Henry Louis Gates Jr. para avaliar a autenticidade do manuscrito de Hannah Crafts' The Bondwoman's Narrative (1853-1860), possivelmente o primeiro romance de uma afro-americana.Timothy Davies (24 de abril de 2002). «Who Was Hannah Crafts?». Salon.com. Cópia arquivada em 3 de outubro de 2013</ref> A pedido do negociante de documentos e historiador Seth Keller, Nickell analisou documentação na disputa sobre a autoria de "The Night Before Christmas", em última análise apoiando a alegação de Clement Clarke Moore. Nickell também publicou investigações científicas sobre o sudário de Turim, e demonstrou a ilegitimidade da "carta da Salamandra" pelo falsário Mark Hofmann.